# Daniel Labille
Daniel Camille Victor Marie Labille (* 15. Oktober 1932 in Nouvion-sur-Meuse, Département Ardennes, Frankreich; † 31. Dezember 2022 in Charleville-Mézières) war ein französischer römisch-katholischer Geistlicher und Bischof von Créteil.

## Leben
Daniel Labille empfing am 15. April 1956 die Priesterweihe.
Papst Paul VI. ernannte ihn am 26. Juni 1978 zum  Titularbischof von Fata und zum Weihbischof in Soissons. Die Bischofsweihe spendete ihm der Erzbischof von Reims, Jacques Ménager, am 17. September desselben Jahres; Mitkonsekratoren waren Alphonse-Gérard Bannwarth, Bischof von Soissons, und Guy Herbulot, Bischof von Corbeil.
Papst Johannes Paul II. berief ihn am 16. Februar 1984 zum Bischof von Soissons und am 25. März 1998 zum Bischof von Créteil. Am 17. September 2007 nahm Papst Benedikt XVI. sein aus Altersgründen vorgebrachtes Rücktrittsgesuch an.
Vom 19. April bis 20. Dezember 2015 war er während der Sedisvakanz Apostolischer Administrator des Bistums Soissons.